# Nejtan Trent
Natanael Kol (nem. Nathanaele Koll; Inzbruk, 4. april 1992), poznatiji pod pseudonimom Nejtan Trent (nem. Nathan Trent) je austrijski pevač. Nejtan je predstavljao Austriju na izboru za Pesmu Evrovizije 2017.

## Diskografija

### Singlovi
| Naziv | Godina | Album |
| ----- | ------ | ----- |
| "     | 2016   | N/D   |
| "     | 2017   | N/D   |

## Spoljašnje veze
- Nejtan Trent na mreži Instagram
- Nejtan Trent na mreži Tviter
- Zvanični veb-sajt